# Pacific Heights (San Francisco)

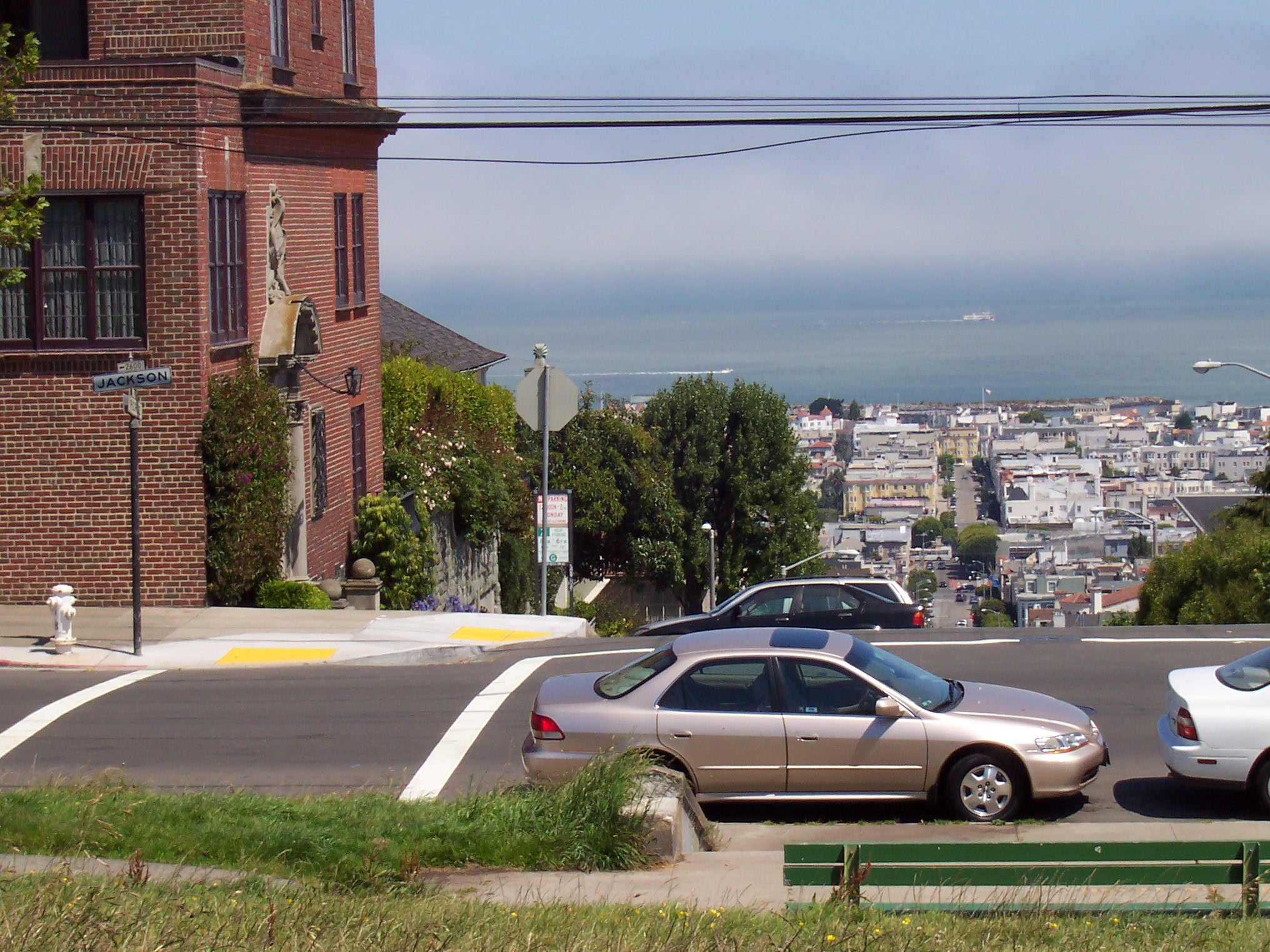
Vista desde el parque Alta Plaza en el barrio de Pacific Heights de San Francisco, California. Al fondo se distingue Marina District y la Bahía de San Francisco.

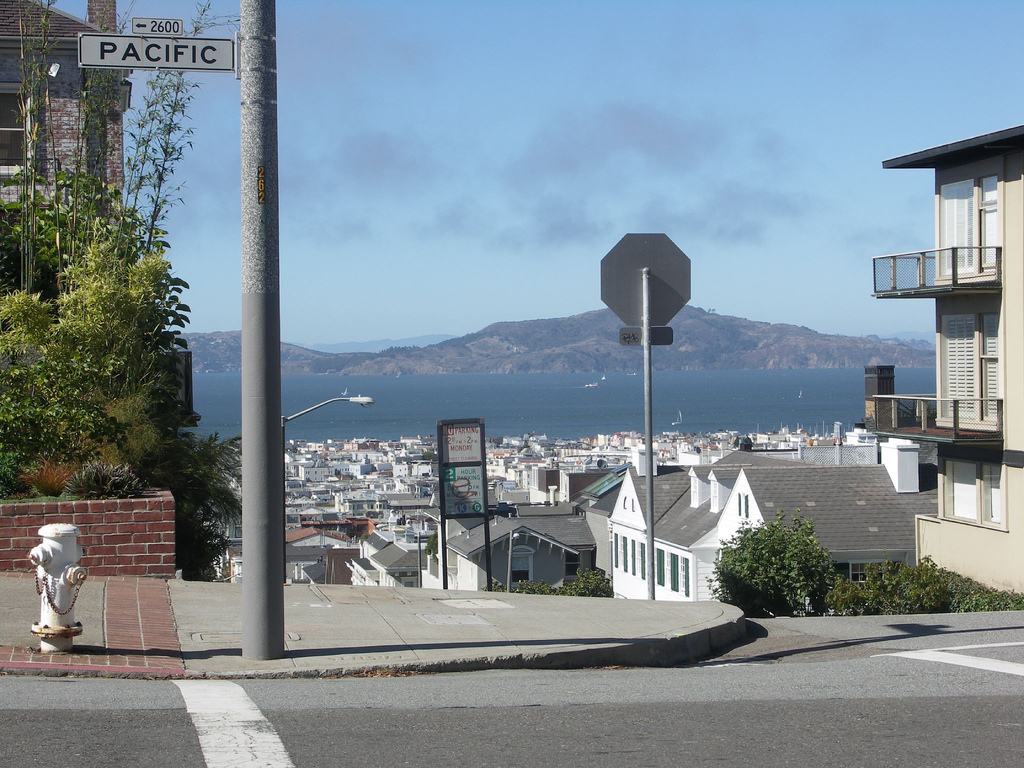
Imagen de Pacific Heights.

Pacific Heights es un barrio de San Francisco, California.

## Localización
La Asociación de Residentes de Pacific Heights define los límites del barrio entre Bush Street, Presidio Avenue, Unión Street y Van Ness Avenue.
El barrio está situado en la cresta este-oeste que se alza bruscamente desde los barrios de Marina District y Cow Hollow, al norte, en una altura de 112 metros sobre el nivel del mar. Las calles de Jackson, Pacific y Broadway se extienden a lo largo de la mayoría de zonas pintorescas de la cima de la colina. La parte de Broadway Street se extiende desde el Divisadero hasta Lyon Street y es conocida como "Gold Coast" (la Costa de Oro). Pacific Heights incluye dos parques, Lafayette y Alta Plaza, cada uno con espectaculares vistas de la ciudad y la bahía. Son fácilmente visibles al norte, por ejemplo, el Puente Golden Gate, el Cabo Marin y la Isla de Alcatraz.
Lower Pacific Heights es la zona situada al sur de California Street hacia Post Street. Pese a que anteriormente había sido considerado simplemente como parte de Western Addition, esta nueva denominación del barrio se hizo popular por los agentes inmobiliarios de comienzos de los años 1990.

## Historia
El barrio fue desarrollado durante los años 1870, con la construcción de pequeñas casas de estilo victoriano. Comenzando con el cambio de siglo, y especialmente tras el terremoto de 1906, muchos hogares fueron reemplazados por construcciones de la época. Todavía sigue siendo una zona residencial y se caracteriza por sus coloreadas y victorianas mansiones y castillos.

## Atracciones
El edificio más antiguo de Pacific Heights, situado en 2475 Pacific Avenue, fue construido en 1853, pese a que la mayoría del barrio fue construido tras el seísmo de 1906. La arquitectura del barrio es variada, ya que mezcla estilos como el Victoriano, Misión, Edwardiano y Châteauesque. Además, en Pacific Heights se citan numerosos consulados de países como Alemania, Grecia, Italia, Portugal, Rusia, Corea del Sur, y Vietnam.
La mayoría de restaurantes y boutiques se encuentran en Fillmore Street, al sur de Pacific Avenue. Entre ellas se incluyen tiendas de Marc by Marc Jacobs, Ralph Lauren, Design within Reach, Aveda y Shu Uemura. California y Divisadero Street, así como Van Ness Avenue, son también calles comerciales.
Por su riqueza, Pacific Heights posee numerosas escuelas privadas elitistas. Entre ellas se incluyen San Francisco University High School, Drew School, Convent of the Sacred Heart High School, Stuart Hall High School o Town School for Boys, entre otras. Entre las universidades y colleges se incluyen la Escuela de Odontología Arthur A. Dugoni, que forma parte de la Universidad del Pacífico, y la Academy of Art University.

## En el cine

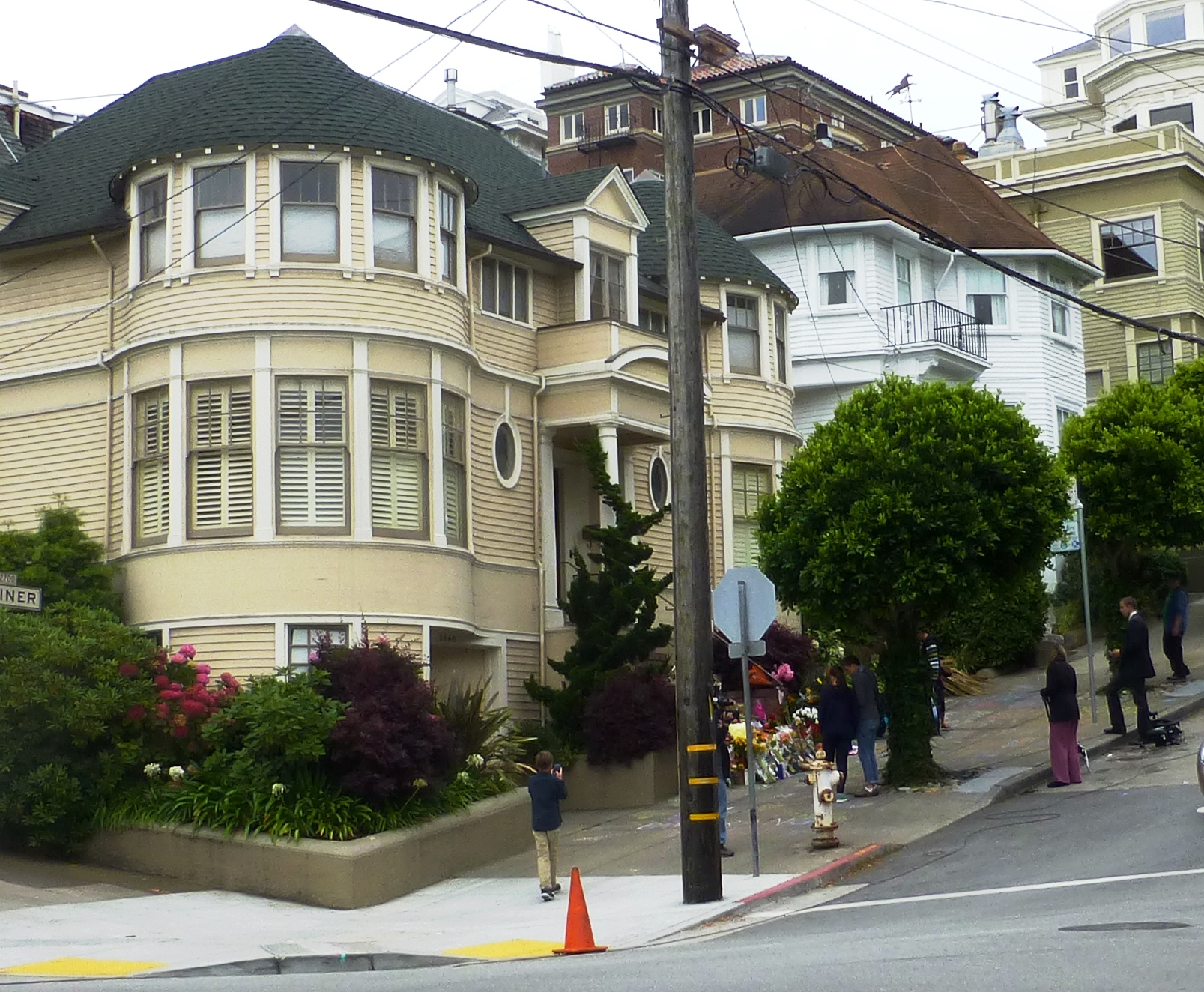
Casa donde se filmó la película Mrs. Doubtfire de 1993 ubicada en 2640 Steiner Street, en la esquina con Broadway.

Pacific Heights inspiró el título y el argumento de la película Pacific Heights, dirigida por John Schlesinger y protagonizada por Melanie Griffith, Matthew Modine y Michael Keaton. Además, ha sido escenario de varias películas que se han filmado allí, por ejemplo algunas escenas de la película Vértigo, de Alfred Hitchcock, se filmaron en una mansión victoriana de este barrio. La película Mrs. Doubtfire se filmó en Pacific Heights. La casa donde gran parte de la trama se desarrollaba queda en el 2640 Steiner Street. Incluso en una escena de la película el personaje de Miranda, interpretado por Sally Field, escribe en un formulario la dirección real de dicha casa. Por años, esta casa se convirtió en un sitio visitado por turistas gracias a la película. Cuando murió Robin Williams, protagonista del film, cientos de personas se acercaron a la casa y dejaban velas, flores y cartas de despedida en la entrada, convirtiéndose en un improvisado lugar póstumo donde se le hizo un homenaje al fallecido actor y comediante.